# Asociación Estadounidense de Psicología
No confundir con la Asociación Estadounidense de Psiquiatría.

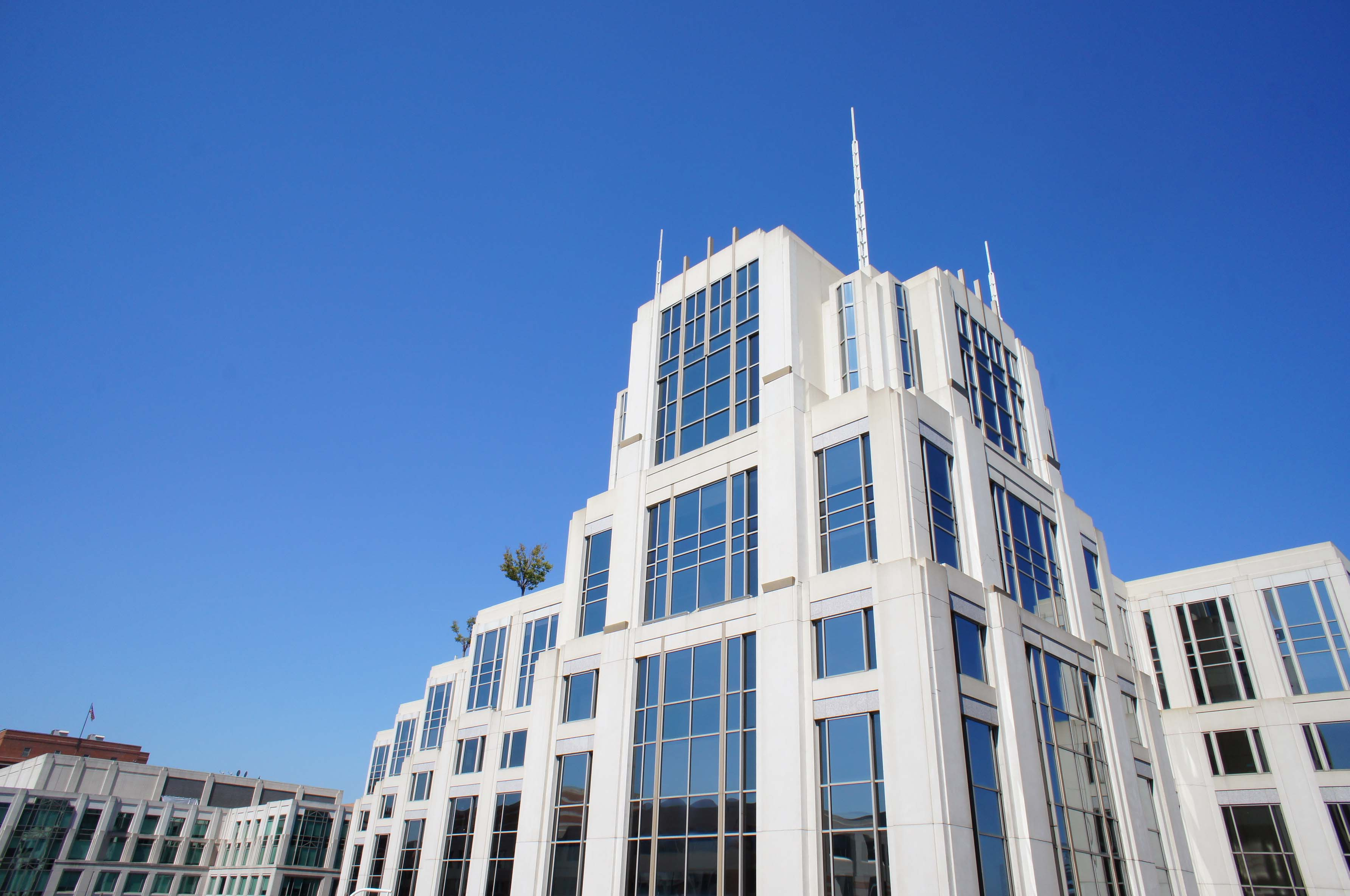
Sede de la asociación en

La Asociación Estadounidense de Psicología (American Psychological Association, APA por sus siglas en inglés) es una organización científica y profesional de psicólogos estadounidenses.
Fundada en julio de 1892 en la Universidad de Clark, su primer presidente fue Granville Stanley Hall.
Actualmente cuenta con 150.000 asociados y un presupuesto anual de 70 millones de dólares estadounidenses, lo que la convierte en la mayor asociación mundial de psicólogos del mundo. Su sede central está en Washington y se divide en 53 departamentos profesionales y 58 departamerntos territoriales en Estados Unidos y Canadá. Sus directrices en diversas materias son consideradas influyentes por psicólogos de todo el mundo. Su presidenta actual es Cynthia de las Fuentes.
La función de la APA es el avance de la psicología como ciencia y profesión, y también la promoción de la salud, la educación y el bienestar humano.
- El estímulo del estudio de la psicología en todas sus ramas.
- El fomento de la investigación en psicología y el perfeccionamiento de los métodos de investigación.
- El perfeccionamiento de las capacidades y utilidad de los psicólogos a través de altos estándar de ética, conducta, educación y logros.
- El establecimiento y mantenimiento de altos estándares en la ética profesional y conducta de los miembros de la asociación.
- El incremento y difusión del conocimiento psicológico a través de reuniones (congresos, simposios, etc.), a través del contacto entre profesionales, noticias, periódicos, discusiones y publicaciones.

## Divisiones
Actualmente la Asociación Estadounidense de Psicología está compuesta por 56 divisiones. Cada división cuenta con una revista que difunde las investigaciones de cada especialidad de la psicología.
- Asociación de Psicología General: se ocupa de crear coherencia entre las diversas especialidades de la psicología para que sus miembros incorporen las múltiples perspectivas de las subdisciplinas de la psicología en su investigación, teoría y práctica.
- Asociación de la Enseñanza de la Psicología: fomenta la calidad de la enseñanza de la psicología, promueve la investigación y reflexión de la enseñanza y el aprendizaje, ayuda a que los profesores de psicología intercambien técnicas eficaces y honra su dedicación y profesionalidad.
- Psicología experimental: sus miembros trabajan en una variedad de entornos, que incluyen universidades, institutos, industria y gobierno. Están comprometidos con el desarrollo de la psicología experimental como ciencia. Esta asociación posee una revista que se edita dos o tres veces al año, llamada The Experimental Psychology Bulletin.
- Evaluación, mediciones y estadísticas
- Neurociencia del Comportamiento y Psicología Comparativa: los miembros de esta asociación están dedicados al estudio de la biología del comportamiento. Su interés se centra en el comportamiento y en la relación entre este con la percepción, el aprendizaje, la memoria, la cognición, la motivación y la emoción. Los neurocientíficos del comportamiento estudian las relaciones entre el funcionamiento del cerebro y el comportamiento (incluida la evolución, la función y las anormalidades del comportamiento y el tratamiento de dichas anormalidades), su relación con el sistema inmunitario, el sistema cardiovascular y los sistemas de regulación de la energía. Los psicólogos comparativos estudian el comportamiento de los humanos y otros animales con un especial énfasis en las similitudes y diferencias. Esta asociación tiene una revista: The Behavioral Neuroscientist and Comparative Psychologist, que aparece tres veces al año.
- Psicología del desarrollo
- Asociación de la Psicología Social y de la Personalidad: los miembros de esta asociación buscan el desarrollo de la teoría, básica, aplicación y práctica en el campo de la psicología social y de la personalidad. Los miembros trabajan en academias, en la industria privada o en el gobierno, y se ocupan de cómo los individuos afectan o son afectados por otras personas y por su ambiente social y físico. La asociación tiene dos boletines: Personality and Social Psychology Bulletin y Personality and Social Psychology Review, además de una revista: Dialogue.
- SPSSI: Society for the Psychological Study of Social Issues (Sociedad del Estudio Psicológico de Problemas Sociales)
- Asociación de la Psicología de la Estética, la Creatividad y el Arte
- Asociación de Psicología Clínica
- Society of Consulting Psychology
- Asociación de la Psicología Industrial y Organizacional
- Psicología Educativa (o Psicología Educacional)
- School Psychology
- Society of Counseling Psychology
- Psicólogos en el Servicio Público
- Asociación de Psicología Militar
- Desarrollo Adulto y Envejecimiento
- Aplicación Experimental y Psicología de la Ingeniería
- Psicología de la Rehabilitación
- Society for Consumer Psychology
- Asociación de la Teoría y Psicología Filosófica
- Análisis de la Conducta
- Asociación de Historia de la Psicología
- Society for Community Research and Action: Division of Community Psychology
- Psicofarmacología y Abuso de Sustancias
- Psicoterapia
- Asociación de Psicología de Hipnosis
- State, Provincial, and Territorial Psychological Association Affairs
- Psicología Humanista
- Mental Retardation and Developmental Disabilities
- Population and Environmental Psychology
- Asociación de la Psicología de la Mujer
- Psicología de la Religión
- Society for Child and Family Policy and Practice
- Psicología de la Salud
- Psicoanálisis
- Neuropsicología Clínica
- American Psychology-Law Society
- Psychologists in Independent Practice
- Psicología de la Familia
- Asociación de Estudio de Psicología de Lesbianas, Gays y Bisexuales
- Asociación de Estudio de Psicología de las Etnias Minoritarias
- Psicología de los Medios de Comunicación
- Psicología del Ejercicio y Deporte
- Asociación de Estudio de la Paz, Conflictos y Violencia
- Group Psychology and Group Psychotherapy
- Adicciones
- Asociación para el Estudio Psicológico del Hombre y la Masculinidad
- Psicología Internacional
- Society of Clinical Child and Adolescent Psychology
- Asociación de Psicología Pediátrica
- Asociación Estadounidense del Avance de la Farmacoterapia: fue creada para incrementar la combinación de los tratamientos psicológicos con psicofármacos. La asociación tiene dos revistas: ASAP Tablet y ASAP Reader.
- Psicología del Trauma: esta asociación proporciona un foro para la investigación científica, educación profesional y pública, y el intercambio de las actividades relacionadas con el estrés traumático. Esta asociación publica la revista Trauma Psychology.

## Otras publicaciones
La APA también publica un manual de estilo, donde se describen todas las características que debe incluir todo trabajo de investigación científica en psicología en particular y en ciencias sociales en general.